# Overholt Plantage
Overholt Plantage är en skog i Danmark.   Den ligger i Silkeborgs kommun i Region Mittjylland, i den centrala delen av landet, 190 km väster om huvudstaden Köpenhamn.